# Alexander Knox
Alexander Knox (Strathroy-Caradoc, Ontário, 16 de janeiro de 1907 - Berwick-upon-Tweed, Northumberland, 25 de abril de 1995) foi um ator e escritor canadense.

## Carreira de ator

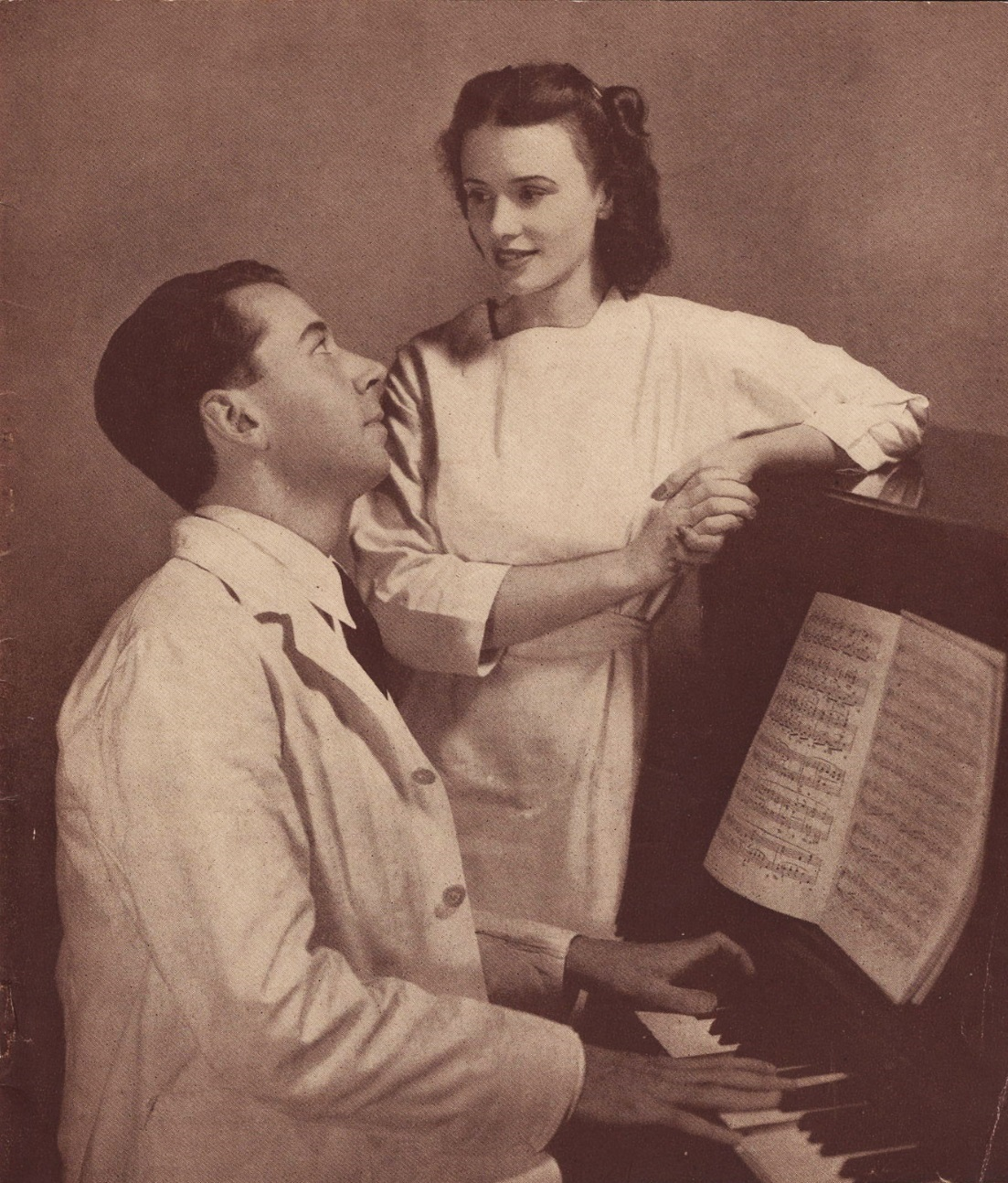
Alexander Knox e Jessica Tandy,1940.

Nascido em Strathroy-Caradoc, na província de Ontário, em 16 de janeiro de 1907, Knox se mudou para Boston, no estado norte-americano de Massachusetts para ir atrás da carreira de ator de teatro.
Durante a década de 1930, se mudou para Londres, onde deu início a sua carreira no cinema. Em 1940 estrelou ao lado de Jessica Tandy na peça da Broadway Jupiter Laughs. Em 1944 foi escolhido por Darryl F. Zanuck para interpretar Woodrow Wilson, o 28° presidente americano, no filme Wilson. Por sua performance no filme, Knox venceu o Globo de Ouro de melhor ator em filme dramático e foi indicado ao Oscar de melhor ator.
Durante o macartismo, Knox foi denunciado como comunista e passou a integrar a lista negra de Hollywood. Incapaz de trabalhar nos grandes estúdios da indústria cinematográfica norte-americana, voltou para a Inglaterra. Lá estrelou em filmes como Paula, The Wreck of the Mary Deare, The Longest Day, Khartoum, Accident, You Only Live Twice e Nicholas and Alexandra. Este último, ironicamente narra os últimos dias de Nicolau II e Alexandra Feodorovna, czar e czarina da Rússia assassinados pelos revolucionários bolcheviques.

## Carreira de escritor
Alexander Knox escreveu seis romances de aventura: Bride of Quietness, Night of the White Bear, The Enemy I Kill, Raider's Moon, The Kidnapped Surgeon e Totem Dream. Todos se passam na região dos Grandes Lagos no século XIX.

## Vida pessoal
Knox foi casado com a atriz americana Doris Nolan (1916-1998) de 1943 até a sua morte em 1995. Knox morreu em Berwick-upon-Tweed, Northumberland após uma longa batalha contra um tumor ósseo.